# 新葉和歌集
『新葉和歌集』（しんようわかしゅう）は、南北朝時代に成立した准勅撰和歌集。撰者は宗良親王。弘和元年（1381年）12月3日奏覧。『新葉集』とも。

## 成立
南朝方では二条派を信奉する天皇の下、『内裏三百六十首歌』や『三百番歌合』などが催されて歌壇は活発だったが、北朝方で編纂された勅撰和歌集の『風雅和歌集』『新千載和歌集』『新拾遺和歌集』には、南朝の君臣による詠歌が一切撰入されなかった。このことを嘆いた宗良親王が、南朝方の和歌集を撰述せんと企図したのがこの『新葉和歌集』である。仮名序や巻末の綸旨によれば、もともとは親王が自身の老いの心を慰めるための私撰集に過ぎなかったが、これを知った長慶天皇から勅撰に准ずる旨の綸旨が弘和元年（1381年）10月13日付で下されたため、親王はそれまでの内容を改訂して勅撰集に相応しい形に整え、同年12月3日奏覧に供したものである。
撰集がいつ開始されたかは明らかでないが、親王が信濃大河原から吉野入りした文中3年（1374年）冬が目安となる。翌天授元年（1375年）には『五十番歌合』や『五百番歌合』が、天授2年（1376年）にも『百番歌合』や『千首和歌（天授千首）』が催されており、この頃の南朝歌壇の活況は撰集計画と表裏一体をなすものといえる。天授3年（1377年）7月に親王は嘉喜門院に対して詠歌の提出を要請しているが、このことからも当時すでに撰集作業が進行中で諸方に資料を求めていたことがわかる。同年冬に親王が再度信濃へ下向した後は、花山院長親などが撰集の実務にあたったとみられる。天授6年（1380年）親王は河内国山田（大阪府太子町か）に庵居して撰集に精力を注ぎ、翌弘和元年の成稿に漕ぎ着けた。

## 内容
全20巻で、春（上・下）・夏・秋（上・下）・冬・離別・羇旅・神祇・釈教・恋（一〜五）・雑（上・中・下）・哀傷・賀の部立から成るが、この構成は『続千載和歌集』に近い。歌数は諸本によって多少増減するが、約1420首である。時代は元弘元年（1331年）から弘和元年に至る南朝3代50年に亘り、皇族・廷臣・后妃・女官・僧侶など150余名の詠歌を収める。最多は先代後村上院の御製100首であり、次いで撰者の親王自らも99首が入るが、これは先帝を最多にするための配慮で、実際には「読人不知」98首の中に親王の詠が70首以上含まれることが判明している。撰者であると同時に、作品の質から見ても、親王を抜きにして本集を語ることは出来ない。
15首以上が入集した歌人は次のとおり。概して皇族・公卿が多く、武家・下級官人が少ないが、これは南朝政権の構造をそのまま反映したものといえる。
- 100首 - 後村上院
- 99首 - 中務卿宗良親王
- 52首 - 御製（長慶天皇）、妙光寺内大臣（花山院家賢）
- 49首 - 文貞公（花山院師賢）
- 46首 - 後醍醐天皇
- 45首 - 冷泉入道前右大臣（洞院公泰）
- 44首 - 中務卿尊良親王
- 40首 - 前中納言為忠（二条為忠）
- 28首 - 関白左大臣（二条教頼）
- 27首 - 中院入道一品（北畠親房）
- 26首 - 右近大将長親母
- 25首 - 右近大将長親（花山院長親）
- 24首 - 春宮大夫師兼（花山院師兼）
- 20首 - 新待賢門院（阿野廉子）、新宣陽門院（憲子内親王？）、前内大臣隆（四条隆俊）、前大納言光任（中御門光任）
- 18首 - 入道前右大臣（北畠顕能）
- 17首 - 嘉喜門院（藤原勝子？）
- 16首 - 二品法親王聖尊、祥子内親王、権中納言経高（中御門経高）、権中納言経高母
- 15首 - 中宮、前内大臣顕（北畠顕統）

## 歌風
南朝歌人は全て二条派に属するので、全体として特色ある作品が存在する訳ではない。特に四季や恋などは伝統に沿った技巧的な詠が多いが、羇旅・雑・哀傷の詠には「吉野朝の悲歌」と呼ばれるような、南朝の衰勢著しい境遇の中で如何とも挽回しがたい天命への悲憤を込めた切実な抒情を窺うことが出来る歌もある。平淡な二条派歌風の底に潜むこうした悲痛極まりない感慨は、二十一代集にはない深遠な蘊奥をこの集に賦与している。また同時期に編まれた『神皇正統記』との対比で、「神皇正統記は文の新葉和歌集であり、新葉和歌集は歌の神皇正統記である」とも言われる。
以下は新待賢門院（阿野廉子）が後醍醐天皇の死を悼んで詠んだ2首である。
| 後醍醐天皇かくれさせ給て又の年の春、花を見てよませ給ける 時しらぬなげきのもとにいかにしてかはらぬ色に花の咲らむ つはもののみだれによりて、吉野の行宮をもあらためられて、次の年の春、塔尾の御陵にまうで給はむとて、かの山にのぼらせ給けるに、蔵王堂をはじめて、さらぬ坊舎どもも、みな煙と成にけれど、御陵の花ばかりは昔にかはらず咲て、よろづ哀におぼえ給ければ、一ふさ御文の中にいれて、たまはせ侍るとて、 みよし野は見しにもあらず荒にけりあだなる花は猶のこれども — 巻第19・哀傷歌 |

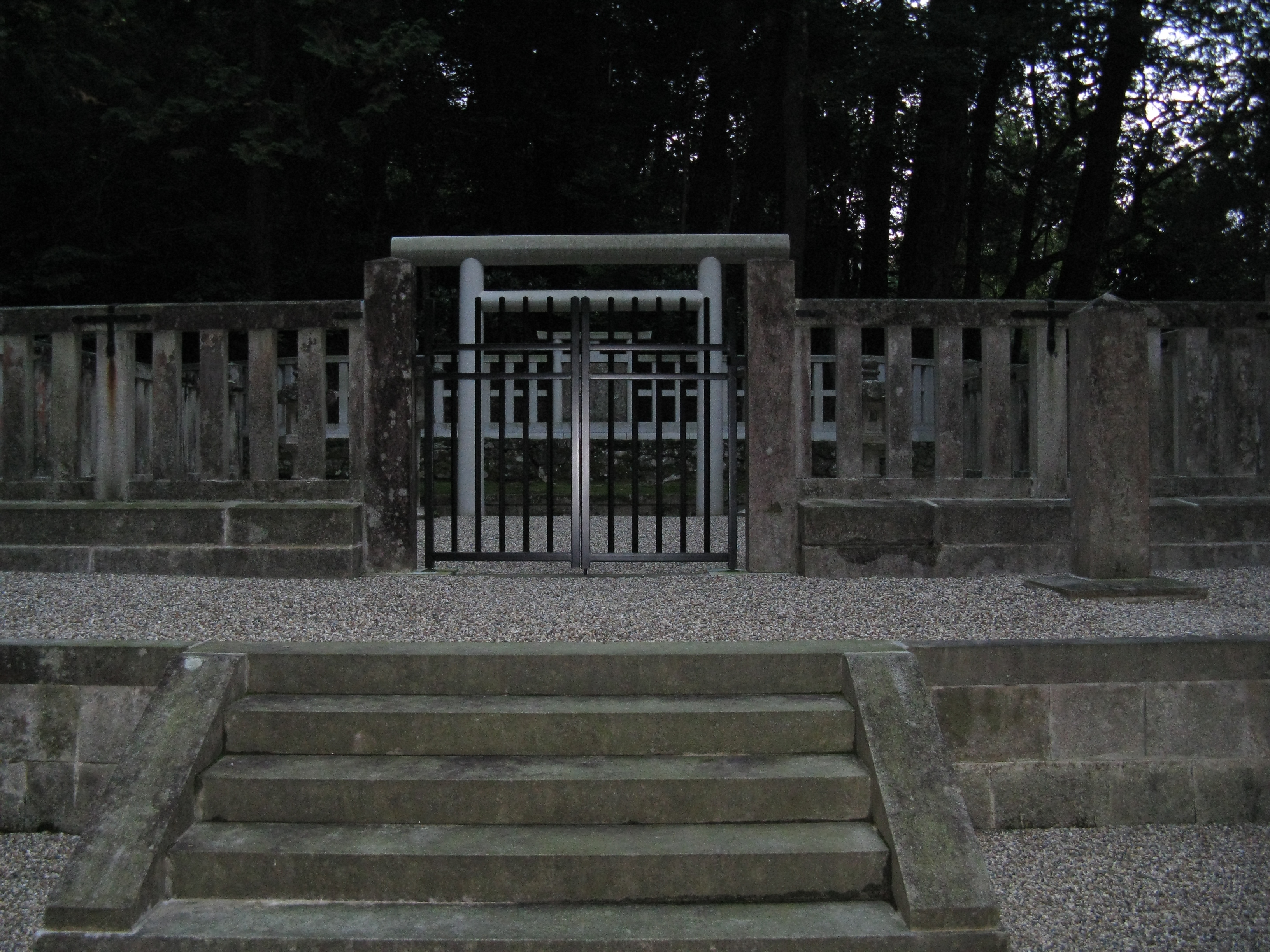
後醍醐天皇塔尾陵

| 新待賢門院 |

## 諸本
成立事情から、現存する諸本も大別して2系統がある。すなわち、准勅撰集としての形を整える以前の初度本（独自歌8首を含む1420首）と長慶天皇の奏覧に供された際の奏覧本（独自歌6首を含む1418首）の2つである。内閣文庫本・吉水本・富岡本を始め、およそ写本は奏覧本系に属しているが、流布本である承応板本は初度本系に属しており、松井本はこの系統の祖本と目される。もっとも奏覧本系には、流布本との校合で8首が書入れられた結果、計1426首を備えている写本も多い。

## 影響
- 南北朝合一後、室町時代の歌人にも読まれて流布したが、公の歌壇では遠慮すべきものであったらしく、記録の上にはほとんど姿を留めない。
- 南朝を正統とする水戸史学の影響を受けた幕末志士にとって、『神皇正統記』とともに座右の書の一つとされた。坂本龍馬が故郷の姉乙女宛に書いた手紙[2]によれば、龍馬は京都で『新葉集』を探し求めたが手に入らないので、国許土佐にいる吉村三太という男から借りて筆写して送って欲しいと頼んでいる。
- 戦前・戦中期においては、皇国史観の下に「忠臣愛国」を称揚する古典として研究・批評が急速に進み、多くの単行本や論文が出されたが、その反動からか戦後以降現在に至るまでの研究は乏しい。